# Кутинчев, Васил
Васил Кутинчев (болг. Васил Кутинчев, полное имя Васил Иванов Кутинчев; 1859—1941) — болгарский военный деятель, генерал пехоты (1918).

## Биография
Родился	25 февраля 1859 года в Рущуке (ныне Русе) в семье Ивана и Стоянки Кутинчевых. В семье был первенцем, у него были ещё три брата и одна сестра.
Окончил русскую начальную школу, после чего продолжил образование в классной школе. После освобождения части Болгарии в результате Русско-турецкой войны 1877—1878 годов, началось формирование болгарской армии. В этом же году Васил Кутинчев поступил в военное училище в Софии. Из-за большой потребности в офицерах для молодой болгарской армии курс в военном училище был ускорен, и первые выпускники в мае 1879 года были произведены в прапорщики и отправлены в войска.
Кутинчев попал в Силистринский 24-й пехотный батальон, где служил в качестве младшего офицера. Спустя всего несколько месяцев получил звание второго лейтенанта. После одного года службы был прикомандирован 18 октября 1880 года в Раховский 12-й пехотный батальон и 30 августа 1882 года был произведен в лейтенанты. Васил Кутинчев изучал русский язык в военном училище и служил с русскими офицерами. В 1882 году русское командование решило отправить от 30 до 40 болгарских офицеров в русские полки. Лейтенант Кутинчев был в их числе, но попросился продолжить службу в Болгарии. В 1883 году командование назначило его командиром 23-й пехотной роты. В 1884 году было принято решение о переходе болгарской на новую структуру, в результате чего лейтенант Кутинчев стал командиром роты Дунайского 5-го пехотного полка. В период с 5 ноября по 15 ноября 1885 года он исполнял обязанности командира полка, имея звание капитана.
Принимал участие в 1885 году в Сербско-болгарской войне. После её окончания 5-й пехотный полк вернулся в Софию, и Кутинчев был назначен командиром 1-го батальона. В начале 1887 года он был назначен командиром Родопского 10-го пехотного полка. 1 апреля этого же года он был повышен до майора, а в следующем году был назначен командиром Софийского 1-го пехотного полка. В 1888 году Васил Кутинчев был назначен членом Специальной комиссии по переходу болгарской армии на новое вооружение — огнестрельное оружие производства Фердинанда Манлихера, и в этом же году он принял участие в пересмотре Дисциплинарного устава армии. В 1888 году был назначен председателем временного военного суда в Стара Загоре. Позже был членом временного Софийского военного суда, а затем председателем Софийского полевого военного суда. 2 августа 1890 года был произведен в подполковники.
По состоянию на 1 января 1893 года Васил Кутинчев в звании полковника был назначен помощником командира 1-й пехотной Софийской дивизии. Осенью 1894 года был переведен в Сливен в штаб 3-й пехотной Балканской дивизии. 20 января 1899 года был назначен командиром 1-й бригады 5-й пехотной Дунайской дивизии, а затем — командиром 1-й бригады 1-й пехотной Софийской дивизии. 31 декабря 1903 года Кутинчев был назначен командиром 6-й пехотной Бдинской дивизии и 1 января 1904 года был повышен до генерал-майора. 20 мая 1905 года снова был переведен в Софии и назначен начальником 1-й пехотной Софийской дивизии.
Затем Васил Кутинчев занимался военно-судебной и военно-административной деятельностью. 2 августа 1912 года, в связи с 25-й годовщиной своего прибытия в Болгарию, царь Фердинанд I произвёл шесть главных генералов в звание генерал-лейтенанта, в их числе был и Кутинчев. После этого Кутинчев принимал участие в Первой и Второй Балканских войнах. В начале Первой мировой войны Кутинчев получил предложение занять пост военного министра, но он отказался от него, сообщив царю, что не разделяет выбора командующего болгарской армией Николы Жекова. 27 ноября 1915 года из завоеванных земель был образован Моравский военный инспекционный район и его начальником (генерал-губернатором) стал Васил Кутинчев. Находился на этой должности до 6 мая 1917 года и был отправлен в запас. 22 октября 1918 года он снова был призван на военную службу и на следующий день он был назначен генералом пехоты. Но 24 декабря 1918 года окончательно был отправлен в отставку.
Умер 30 марта 1941 года в Софии.

### Семья
В 1902 году Васил Кутинчев женился на Анастасии Витановой из Велико-Тырнова. Это был его второй брак, в котором не было детей. Во втором браке у него родился первый сын Иван, потом появились ещё два сына (Михаил и СТефан) и дочь.

## Награды
Был награждён орденами «За храбрость» II и IV степеней 2-го класса; орденами «Святой Александр» I и V степени с мечами, а также большого креста без мечей; орденом «За военные заслуги» II степени; орденом «Стара планина» I степени с мечами (посмертно).